# باختیگاریوو
باختیگاریوو (به لاتین: Bakhtigareyevo) یک منطقهٔ مسکونی در روسیه است که در باشقیرستان واقع شده‌است.